# Napoliïta
La napoliïta és un mineral de la classe dels halurs. Rep el nom de la ciutat de Nàpols (Itàlia), on es troba la localitat tipus d'aquesta espècie.

## Característiques
La napoliïta és un clorur de fórmula química Pb₂OFCl. Va ser aprovada com a espècie vàlida per l'Associació Mineralògica Internacional l'any 2022, i publicada en el mes de juny de l'any següent. Cristal·litza en el sistema tetragonal. És una espècie dimorfa de la rumseyita.
L'exemplar que va servir per a determinar l'espècie, el que es coneix com a material tipus, es troba conservat a les col·leccions del Museu Mineralògic Fersmann, de l'Acadèmia de Ciències de Rússia, a Moscou (Rússia), amb el número de registre: 5885/1.

## Formació i jaciments
Va ser descoberta a les fumaroles del Vesuvi, al complex volcànic Somma-Vesuvi, dins la ciutat metropolitana de Nàpols (Campània, Itàlia). Aquest indret és l'únic a tot el planeta on ha estat descrita aquesta espècie mineral.